# Заботин, Николай Иванович
Николай Иванович Заботин (24 апреля 1904 — 22 октября 1957) — военный атташе посольства СССР в Канаде и резидент военной разведки.

## Биография
Служил в РККА с 1921 года. В 1924 году окончил Вторую Московскую артиллерийскую школу. В 1932—1936 годах учился на Специальном факультете Военной академии им. Фрунзе, после окончания которого поступил в распоряжение разведуправления Генштаба Красной Армии. С 1937 по 1940 год служил военным советником в Монголии. С 1940 по 1943 — старший инспектор 2-го отделения 7-го отдела, инспектор пограничной разведки 4-го отдела разведуправления Генштаба.
В июле 1943 года был направлен работать военным атташе в Канаду. Заботин добился значительных успехов в области атомного шпионажа через канадскую агентуру. К концу войны Заботин работал в подготовке резидентуры на будущее. Однако, в 1945 году шифровальщик-перебежчик Игорь Гузенко выдал канадцам всю переписку Заботина.
Как пишет Павел Евдокимов, занимавшийся атомной разведкой «военный атташе в Канаде полковник Николай Заботин („Грант“) был разоблачен местной контрразведкой. Разразился большой скандал. Заботина немедленно отозвали, а советскому правительству пришлось извиниться за „личную инициативу резидента“». Сменил Заботина Ян Черняк.
Как пишет П. Евдокимов, в результате работы созданной по указанию Сталина комиссии по разбору предательства Гузенко, виновным признали полковника Заботина. Он, его жена и сын были арестованы и находились в лагерях.
После смерти Сталина Заботин получил освобождение и умер после переезда в Карелию.

## Награды
- Орден Красного Знамени (23.08.1944)[5]
- Орден Отечественной войны 1-й степени (24.09.1945)[5]